# Cosmoscarta timorensis
Cosmoscarta timorensis är en insektsart som beskrevs av Butler 1874. Cosmoscarta timorensis ingår i släktet Cosmoscarta och familjen spottstritar. Inga underarter finns listade i Catalogue of Life.